# Velîki Pereliskî, Brodî
Velîki Pereliskî (în ucraineană Великі Переліски) este un sat în comuna Zabolotți din raionul Brodî, regiunea Liov, Ucraina.

## Demografie
Componența lingvistică a localității Velîki Pereliskî
     Ucraineană (100%)
Conform recensământului din 2001, toată populația localității Velîki Pereliskî era vorbitoare de ucraineană (100%).